# Suka Cinta (Sungai Rotan)
Suka Cinta is een bestuurslaag in het regentschap Muara Enim van de provincie Zuid-Sumatra, Indonesië. Suka Cinta telt 1771 inwoners (volkstelling 2010).